# Плетні (Мішкинський район)
Пле́тні (рос. Плетни) — присілок у складі Мішкинського району Курганської області, Росія. Входить до складу Дубровинської сільської ради.
Населення — 42 особи (2010, 88 у 2002).